# 抜き打ちテストのパラドックス
抜き打ちテストのパラドックス（ぬきうちテストのパラドックス）は「未来」が関わるパラドックスである。「未来の予測できない時に起こる」けども「いつまでに起きるかという期限は決まっている」という事象は、後者の制限の存在によって、そもそも「予測できない時に起こる事象」と言えなくなるのではないか、というものである。死刑囚のパラドックスあるいは予期しない絞首刑のパラドックスとも呼ばれる。

## 内容
次のような事例として紹介されることが多い。
ある教師が、学生たちの前で次のように予告した。
来週の月曜日から金曜日までのいずれかの日にテストを1回行う。
抜き打ちテストであり、テストが行われる日がいつかはわからない。
これを聞いたある学生は、以下の推論の結果｢抜き打ちテストは不可能である｣という結論に達した。
1. まず、金曜日に抜き打ちテストがあると仮定する。すると、月曜日から木曜日まで抜き打ちテストがないことになるから、木曜日の夜の時点で、翌日（金曜日）が抜き打ちテストの日であると予測できてしまう。これでは抜き打ちとは言えないので、金曜日には抜き打ちテストを行うことができないということが分かる。
2. 次に、木曜日に抜き打ちテストがあると仮定する。すると、月曜日から水曜日まで抜き打ちテストがないことになるから、水曜日の夜の時点で木曜日か金曜日のどちらかの日に抜き打ちテストがあることが予測できるが、1. により金曜日には抜き打ちテストがないことが既に分かっているので、翌日（木曜日）が抜き打ちテストの日であると予測できてしまう。よって、木曜日にも抜き打ちテストを行うことができないということが分かる。
3. 以下同様に推論していくと、水曜日、火曜日、月曜日にも抜き打ちテストを行うことができないということが分かる。したがって、「先生はいずれの日にも抜き打ちテストを行うことができない」という結論になる。

しかし翌週、テストは水曜日に行われた。上記の推論にもかかわらず、学生は全くテストの日を予測できなかった。
すべては教師の予告通りになった。
なお、死刑囚のパラドックス、予期しない絞首刑のパラドックスは、上記の例に出る教師を看守または死刑執行人に、学生を死刑囚に、抜き打ちテストを死刑執行に置き換えたものである。

## 分析
このパラドックスは、「教師の宣言を信じれば不整合になり、信じなければ誤った信念を抱くことになる」という構造をもっている。
教師の宣言は、次の二つの命題に分割できる。
1. 予告した期間（来週の月曜日から金曜日）のいずれかの日に必ずテストを実施する。
2. 学生が推論によって予測できる日には、テストを実施しない。

学生が教師の宣言を信じるかどうかによって、次の二つの場合がある。
学生が教師の宣言を信じる場合
学生は 1. と 2. の双方を信じることになる。しかし、上述した推論によって「1. と 2. は両立しない」という結論が導けるので、矛盾をきたす。
学生が教師の宣言を信じない場合
学生は 1. か 2. のいずれかが誤りであると信じることになる。つまり、「予測可能な日にテストを行う」か「全くテストを行わない」のどちらかを信じることになる。しかし、どちらも起こりうるので、どちらが実際に起こるかは学生には予測できない。したがって、教師がいつ試験を実施しても、学生にとっては予測不可能な試験が行われることになる（「1. か 2. のいずれかが誤り」という信念は偽になる）。
重要なのは、矛盾が生じるのは 1. と 2. を満たすテストが行われると"信じた"ときであって、1. と 2. 自体がただちに矛盾を引き起こすわけではないということである（このことは、現実に抜き打ちテストが行われ得ることからも明らかであろう）。その意味で、このパラドックスは信念を扱う様相論理的なパラドックスであるといえる。
次の、より短い文章によって、同様のパラドキシカルな状況を引き起こすことができる。
- 「明日、抜き打ちテストを行う。」

これはムーアのパラドックスの変種であるといえる。

## 分析2
ガードナーは次のように述べている。
将来のできごとについての陳述は、ひとりの者には正しい予言とわかっても他の者には事後でないと正しいことがわからない。 —マーチン・ガードナー「予期しないことは決して起きないか」『ニュー・サイエンティスト』1961年5月25日
例えば、「開けてごらん、卵が入っているよ」と言って男が別の男に箱を渡した場合、受け取った男は箱を開けてみるまで卵が入っているかどうかわからないが、箱を渡した男は初めから自分の予言が正しいことを知っている。

ある男が妻にこう言ったと仮定しよう。「ねえ、明日の誕生日には、全く思いがけない贈り物をして、君を驚かせてあげよう。贈り物が何であるかは、想像もつかないさ。先週、ティーファニーのショー・ウインドーで見た金の腕輪だもの」
かわいそうに、奥さんはこの言葉をどう受け取っただろう。（中略）　恐らく夫は金の腕輪を贈るという言葉を守って、思いがけない贈り物という言葉に違反するだろう。それとも、驚かせるという言葉を守って、贈り物についての言葉に違反し、たぶん新しい電気掃除器を代りに贈るかもしれない。夫の言葉がそれ自体矛盾し合う性質を持っているので、彼女には二者のうちの一つを選ぶ、論理的なよりどころを持てないのである。ということは、彼女は金の腕輪を期待する論理的な根拠を持っていないことになる。そこでなにが起きたか、想像することは容易であろう。彼女は誕生日に、論理的に予期することのできなかった腕輪を受け取って驚くことになる。

夫の方は、自分の言葉は守ることが可能だし、また、それを守るということを初めから承知していた。 —マーチン・ガードナー『数学ゲームⅠ』。
これを抜き打ちテストの例で、木曜までテストが行われなかった場合に当てはめてみれば、次のようになる。「金曜までにテストが行われる」ことを信じるならば、「抜き打ちテストが行われる」ことは疑わざるを得ない。「抜き打ちテストが行われる」ことを信じるならば、「金曜までにテストが行われる」ことは疑わざるを得ない。つまり、生徒は「金曜にテストが行われる」と考える論理的な根拠も「金曜にテストが行われない」と考える論理的な根拠も持っていないことになる。したがって、「金曜にテストが行われると予想できる」と考えるのも、「金曜にテストを行うことはできない」と考えるのも誤りである。
しかし、教師は自分が金曜にテストを行うことを初めから知っているし、木曜までにテストが行われなくても、生徒が「金曜にテストが行われる」と考える論理的な根拠を持っていないことも知っている。かくして、教師の予言は成就するのである。

## 起源
ウィラード・ヴァン・オーマン・クワイン(『マインド』1953年１月号)によると、1940年代の初めに「絞首刑を宣告された男のパズル」というスタイルで、流布されるようになったのが起源だとしている。
1943年か1944年にスウェーデン放送会社が、来週民間防衛練習が行われて民間防衛隊の能力がテストされると放送したが、当日の朝になっても誰もそれを予言することができなかったという。これをマーティン・ガードナーに報告したレナート・エクボン自身は、このパラドックスがスウェーデンの民間防衛放送より古いと信じていた。
ドナルド・ジョン・オコンナーが初めて印刷物（『マインド』1947年８月号）でこのパラドックスを論じた。次の週にA級灯火管制を行うと告げた軍司令官の話になっている。
オコンナーのものを含む初期の3つの論文では（灯火管制であろうと絞首刑であろうと）実施不可能という結論で終わっているが、マイケル・スクリブンが『マインド』1951年７月号で、初めて絞首刑が実施可能であることを示した。

## 関連文献
- 清水明「金曜日の可能性」『人文社会論叢. 人文科学編』第28号、弘前大学人文学部、2012年8月、37-58頁、CRID 1050001202538561664、hdl:10129/4654、ISSN 1344-6061。「複数のバリエーションを扱っているが、最初に論じられるのは抜き打ちテスト」
- 中村秀吉『パラドックス』中央公論新社〈中公新書297〉、1972年、128-134頁。ISBN 4-12-100297-0。──「予言のパラドックス」内容は抜き打ちテスト
- 野崎昭弘『詭弁論理学』中央公論新社〈中公新書448〉、1976年、177-194頁。ISBN 4-12-100448-5。──死刑囚のパラドックス